# Shilf
Shilf ist eine Band aus der Schweiz, die sich musikalisch zwischen Independent-Pop, Rock und Alternative Country bewegt. In Deutschland wird sie vom Label Ulftone vertreten. Ihre letzten beiden Platten wurden von Chris Eckman von den Walkabouts produziert. Die erste Platte star ist auf dem Schweizer Label Disctrade erschienen. Shilf spielten unter anderem auf dem Greenfield Festival in Interlaken (2005) und auf dem Glitterhousefestival OBS (2003). Ausserdem tourten sie in Deutschland mit Jay Farrar (uncle tupelo, son volt).
Me wurde vom Schweizer Radio DRS 3 zum „Schweizer Album des Jahres 2002“ gewählt. Außerdem ist der Song Dude auf einem Sampler der französischen Musikzeitschrift Rock & Folk erschienen.

## Diskografie
- Star (1997)
- Me (2002/2003)
- Out for Food (2004)
- Walter (2011)

- Revisited (2016)